# Goniophlebium argutum
Goniophlebium argutum är en stensöteväxtart som först beskrevs av Nathaniel Wallich och William Jackson Hooker, och fick sitt nu gällande namn av John Smith. Goniophlebium argutum ingår i släktet Goniophlebium och familjen Polypodiaceae. Inga underarter finns listade.